# Municipio Guásimos
Guásimos es uno de los 29 municipios que conforman el Estado Táchira en Venezuela. Tiene una superficie de 32 km² y según estimaciones del INE su población para 2023 era de 50 873 habitantes. Se encuentra a una altitud entre los 1000 y los 2200 m s. n. m. Su capital es la población de Palmira, el cual sigue siendo hasta la actualidad cabecera de su única parroquia homónima.

## Geografía

### Límites
Limita al norte con el municipio Lobatera, al este y al sur con el Andrés Bello y Cárdenas y al oeste con el Independencia. 
Ubicado en el centro de la zona montañosa del estado Táchira. Su capital se encuentra a una distancia de San Cristóbal de 11 km, Maracaibo 426 km, Mérida 252 km, Caracas 827 km, Valencia 662 km, Barquisimeto 546 km, Maracay 708 km, San Antonio 59 km, Puerto Cabello 695 km, y las localidades colombianas de Puerto Santander 91 km y Cúcuta 138 km.

### Situación astronómica
Latitud Norte: 7º 48´37” 
Longitud Oeste: 72º 11´37” y 72º 16´40” 
Capital del Municipio. 
Latitud Norte: 7º 50´10” 
Longitud Oeste: 72º 13´26”

### Demografía
Guásimos cuenta con una población de 43 236 habitantes, según el último censo nacional realizado en 2011, lo que representa el 3,70 % de la población total del Estado Táchira. Presenta una densidad demográfica elevada, con 1351,13 habitantes por kilómetro cuadrado, y una tasa de analfabetismo del 3,2 %.
Se registran 11 371 familias, de las cuales 3567 (31,37 %) están encabezadas por mujeres. En cuanto al parque habitacional, existen 13 021 unidades de vivienda, compuestas principalmente por casas, y un 3,1 % corresponde a ranchos o viviendas marginales.

### Organización Parroquial
El municipio Guásimos está formado por una (01) Parroquia.
| Parroquia          | Superficie | Población   | Densidad     | Capital |
| ------------------ | ---------- | ----------- | ------------ | ------- |
| 1.) Palmira        | km²        | hab.        | hab./km²     | Palmira |
| Municipio Guásimos | 32 km²     | 50.873 hab. | 1,5 hab./km² | Palmira |

## Transporte
Se cuenta con una línea interurbana con 20 buses y un promedio de 2000 pasajeros diarios. Por su parte, existen siete líneas extraurbanas, con 15 unidades un promedio de 200 pasajeros diarios.

## Educación

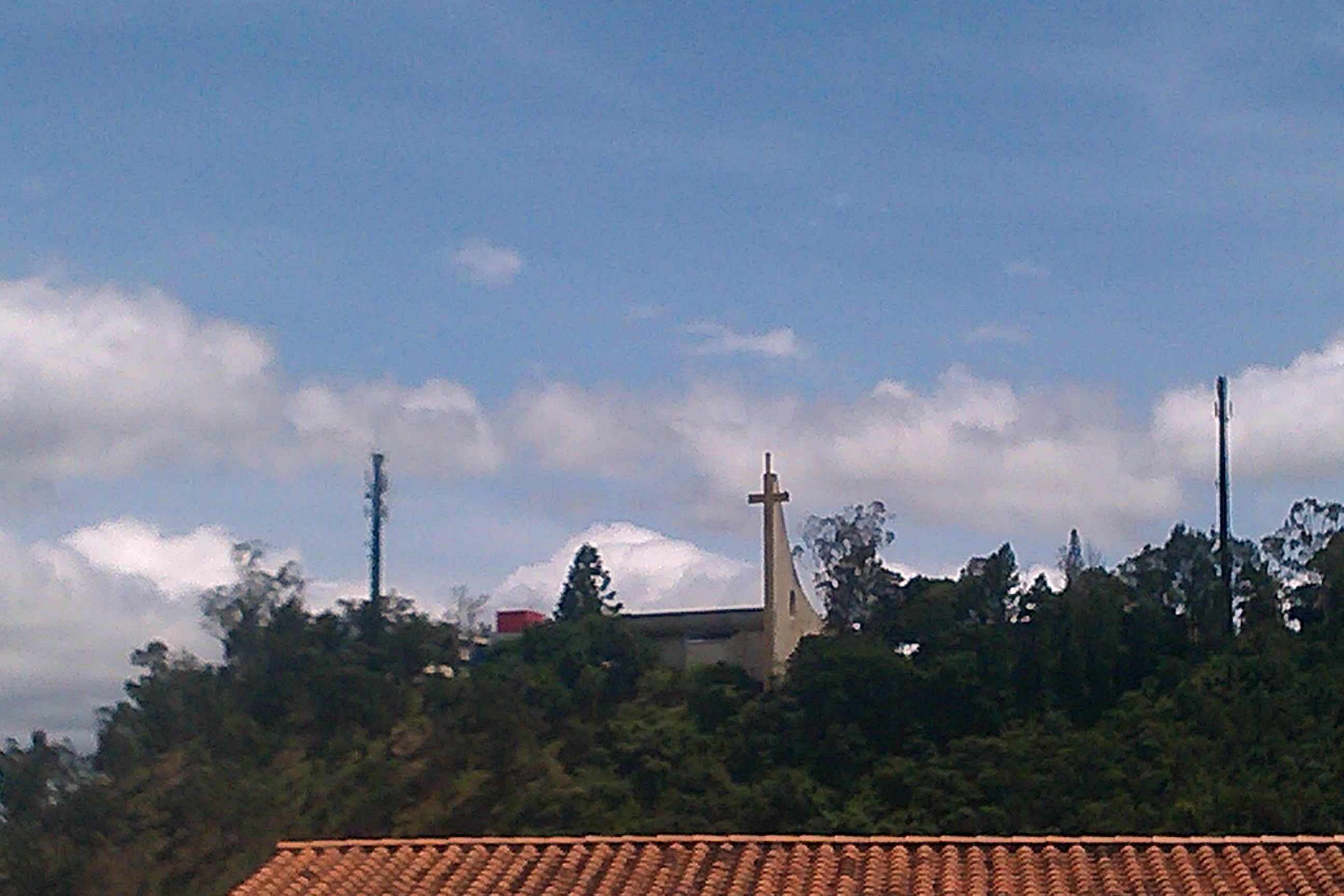
Vista del Seminario Diocesano Santo Tomas de Aquino, desde las adyacencias de Patiecitos, al sur de Palmira

En Palmira se encuentran cinco seminarios católicos:
- Seminario Diocesano "Santo Tomás de Aquino".
- Seminario Misionero Franciscano "San José de Cupertino", de los Frailes Menores Conventuales (OFM Conv.)
- Seminario Agustiniano "Nuestra Señora del Buen Consejo".
- Seminario Mercedario "San Pedro Nolasco".
- Seminario Pasionista "Madre de la Santa Esperanza".

Es también sede del Instituto Universitario Eclesiástico Santo Tomás de Aquino.
Por esta razón, Palmira es conocida como el "Pueblo Santo de Venezuela", debido a que acoge a muchos jóvenes que se forman para ser religiosos consagrados y sacerdotes.

## Deporte
| Tipo             | Nombre                  | Localidad      |
| ---------------- | ----------------------- | -------------- |
| Cancha Multiple  | Luis Horacio Colmenares | Patiecitos     |
| Campo de Fútbol  | -                       | Bocas          |
| Cancha Múltiple  | -                       | Gramalote      |
| Cancha Múltiple  | -                       | Toiquito       |
| Cancha Múltiple  | -                       | Copa de Oro    |
| Cancha Múltiple  | -                       | Santa Filomena |
| Cancha Múltiple  | San Pedro               | Palmira        |
| Cancha de Futsal | Bella Vista             | El Abejal      |
| Cancha Múltiple  | Nelson Prato            | Caneyes        |
| Polideportivo    | Luis Eduardo Porras     | El Abejal      |

## Política y gobierno

### Alcaldes
| Período     | Alcalde             | Partido político / Alianza | % de votos | Notas |
| ----------- | ------------------- | -------------------------- | ---------- | --- |
| 1989 - 1992 | Raúl Delgado Chacón |                            | 40,80      | Primer alcalde bajo elecciones directas                                                                                |
| 1992 - 1995 | William Galavis     |                            | 41,89      | Segundo alcalde bajo elecciones directas                                                                               |
| 1995 - 2000 | William Galavis     |                            | -          | Reelecto (se realizaron elecciones generales adelantadas en el 2000 debido a la aprobación de la Constitución de 1999) |
| 2000 - 2004 | Uliperes Chacón     | PDP                        | 35,50      | Tercer alcalde bajo elecciones directas                                                                                |
| 2004 - 2008 | Evaristo Zambrano   |                            | 35,89      | Cuarto alcalde bajo elecciones directas                                                                                |
| 2008 - 2013 | Evaristo Zambrano   |                            | 56,86      | Reelecto (se postergan 1 año las elecciones municipales pautadas para finales del 2012)                                |
| 2013 - 2017 | William Galavis     |                            | 49,71      | Quinto alcalde bajo elecciones directas                                                                                |
| 2017 - 2021 | Evaristo Zambrano   |                            | 56,64      | Sexto alcalde bajo elecciones directas                                                                                 |
| 2021 - 2025 | Evaristo Zambrano   |                            | 41,45      | Reelecto |

### Concejo municipal
Período 1989 - 1992
| Concejales:            | Partido político / Alianza |
| ---------------------- | -------------------------- |
| Gustavo Chacón         | AD                         |
| William Galavis        | AD                         |
| Nestor Becerra Torres  | AD                         |
| Albenis Ramírez        | AD                         |
| Miguel Arcadio Salcedo | COPEI                      |
| Jesús Sánchez Delgado  | COPEI                      |
| Nelson Crespo          | MAS                        |

Período 1992 - 1995
| Concejales:           | Partido político / Alianza |
| --------------------- | -------------------------- |
| Gustavo Chacón        | AD                         |
| Albenis Ramírez       | AD                         |
| Flor Cañas            | AD                         |
| José Chacón           | COPEI                      |
| Alexander Moros       | COPEI                      |
| Jesús Sánchez Delgado | COPEI                      |
| Nelson Crespo         | MAS                        |

Período 1995 - 2000
| Concejales:           | Partido político / Alianza |
| --------------------- | -------------------------- |
| Gustavo Chacón        | AD                         |
| Flor Cañas            | AD                         |
| Albenis Ramirez       | AD                         |
| Emerita de Labrador   | AD                         |
| Alexander Morós       | COPEI                      |
| Jesús Sánchez Delgado | COPEI                      |
| Gonzalo Somaza        | MAS                        |

Período 2000 - 2005
| Concejales:       | Partido político / Alianza |
| ----------------- | -------------------------- |
| Otoniel Suárez    | PDP                        |
| Isnoldo Cano      | PDP                        |
| José Garzón       | PDP                        |
| Evaristo Zambrano | SI                         |
| Wualter Rosales   | SI                         |
| Sixto Guerrero    | MVR                        |
| Luis Chona        | MVR                        |

Período 2005 - 2013
| Concejales:          | Partido político / Alianza |
| -------------------- | -------------------------- |
| Amalia Prado         | PODEMOS                    |
| Amalia Chacón        | PODEMOS                    |
| Alfonzo Zambrano     | PODEMOS                    |
| Alfredo Zambrano     | PODEMOS                    |
| Jesus Enrique Chacón | PODEMOS                    |
| Silverio Chacon      | PODEMOS                    |
| Sixto Guerrero       | MVR                        |

Período 2013 - 2018
| Concejales       | Partido político / Alianza |
| ---------------- | -------------------------- |
| Jorge Perdomo    | MUD                        |
| César Santander  | MUD                        |
| Bernard Zambrano | MUD                        |
| Nelson Ruíz      | MUD                        |
| Alejandro Caña   | MUD                        |
| José Sánchez     | MUD                        |
| Amalia Prato     | PSUV                       |

Periodo 2018 - 2021
| Concejales       | Partido político / Alianza |
| ---------------- | -------------------------- |
| Miguel Morales   | PSUV                       |
| Carmen Escalante | PSUV                       |
| Ramon Contreras  | PSUV                       |
| Mirian Prato     | PSUV                       |
| Jesus Becerra    | PSUV                       |
| Alba Zambrano    | PSUV                       |
| Sixto Guerrero   | PSUV                       |

Periodo 2021 - 2025
| Concejales        | Partido político / Alianza |
| ----------------- | -------------------------- |
| Monica Chacon     | PSUV                       |
| Andrea Escalante  | PSUV                       |
| Manfreddy Flores  | PSUV                       |
| Arelys Contreras  | PSUV                       |
| Caled Bautista    | PSUV                       |
| Sergio Guerrero   | AD                         |
| Zorbel Colmenares | AD                         |